# 三竹資訊
三竹資訊股份有限公司（臺證所：8284），成立於1991年，創辦人暨總經理為邱宏哲，為台灣資訊服務軟體業廠商，居台灣電腦系統整合服務業前50大，旗下部門分為：金融服務、企業簡訊、APP應用、雲端服務、資安等五個事業群，2012年於台灣證券櫃檯買賣中心掛牌上興櫃，2020年轉上櫃。
三竹資訊成立初期以研發CTI、金融傳呼機及提供相關資訊服務為主，致力研發行動證券交易系統、行動股票看盤及相關產品，於國內證券商行動證券下單系統市佔率約九成，另有多元載具看盤服務，如自有產品「三竹股市APP」、智慧電視（SmartTV）看盤服務、電腦AP看盤服務等，企圖打造「報價生態圈」；除行動金融應用服務，三竹資訊開展企業與商務簡訊發送服務，廣為各項產業合作，另有APP產品研發、企業即時通等，服務種類橫跨B2B及B2C的商業模式，服務範圍含括電信業、金融業、保險業、資訊業、製造業、電子業、航空旅遊業、服務業及政府機構等等。

## 公司歷史沿革[4]
1991年，成立三竹資訊股份有限公司，資本額5,000仟元；開發全台第一套電腦語音自動傳呼取代傳統人工作業，開發全中文外匯金融機服務。
1996年，成功研發第一套中文圖形模組之CTI編輯工具，以及全省第一台股票金融機。
1999年，推出全國第一套電腦語音股票下單及線上查詢之系統；與IBM攜手開發語音辨識系統，推出市場首套「全聲控」語音下單理財服務。
2000年，與中華電信、遠傳電信、和信、台灣大哥大等電信業者合作，推出「行動券商 WAP688」的證券下單服務。
2003年，推出大量、微量企業客戶簡訊平台系統。
2008年，中華電信採用三竹「至尊股票機」PDA多券商交易系統、遠傳電信採用三竹「e券商」全方位行動金融系統，奠定電信加值金融服務基礎。
2009年，成功研發Android行動看盤下單系統，行動證券下單系統獲市場38家券商採用。
2010年，推出自有品牌「三竹股市」行動看盤APP；與國內金融業者合作推出iPhone行動銀行、行動理財APP應用服務。
2011年，迎合多樣化載具問世，推出Windows Phone 7、Android Pad行動看盤下單系統。
2012年，正式登錄興櫃掛牌；與國際知名廠商SAMSUNG、LG、VIZIO推出電視看盤應用服務；行動下單系統取得國內50家券商使用。
2013年，與台灣知名大廠SAMPO、BENQ、CHIMEI合作推出「智慧電視看盤系統」。
2015年，與Panasonic合作，拓展智慧電視看盤應用服務；與兆豐證券、華碩共同推出穿戴式金融服務。與中華電信推出雲端企業EIM－Qmi，進入企業即時通市場。
2016年，與高雄第一科大、資策會、達友科技產學合作，培育金融數位人才與富邦證券合作推出股狗網行動選股功能；三竹簡訊單月發送量首破上億通。
2017年，開發全台首款即時查詢多國加密貨幣APP《MicroCoin》整合券商與資訊源，攜手打造「ETF專區報價資訊整合服務」。
2018年，「三竹簡訊平台」榮獲Enterprise Asia 亞洲企業商會「2018 年國際創新獎」；與集保結算所合作開發「集保e存摺」APP 2.0 上線。
2019年，「三竹簡訊平台」獲得 Enterprise Asia 亞洲企業商會的「2018 年國際創新獎」大獎；行動金融服務接軌逐筆交易 3.0 版本；「三竹股市 Android TV 版」成為全台第一家通過Google TV市集認證之智慧電視看盤軟體。
2020年，申請股票於櫃檯買賣中心決議通過，正式上櫃；11月推出「三竹智選股」AI策略選股APP。
2021年，推出「三竹股市電腦版」。
2024年，併購簡訊王數位媒體。
2025年，通過【ISO/IEC 27001】資安管理系統驗證；取得東證交易所授權，提供全台唯一「免費即時日股報價」(限時)；成立「資安事業群」、「人工智慧研究發展中心」專注研發AI技術及提供資安產品方案。

## 服務項目
- 行動金融服務：行動證券看盤下單[21]，與電信加值行動金融、智慧電視看盤系統[22]、電腦AP看盤系統[23]。

- 行動銀行規劃：提供銀行端行動解決方案，整合銀行交易、基金交易、信用卡交易等國人常用之帳務功能。

- 商業簡訊傳送：自有品牌產品「三竹簡訊[24]」設置簡訊發送平台，傳送文字、圖片、網址等多媒體訊息於智慧型手機、平板電腦，依業務內容分為企業簡訊與行銷簡訊。

- APP客製研發：行動銀行開發[25]、區塊鏈應用[26]、行動商務APP解決方案。

- 企業即時通訊：提供企業內部管理協作系統[27]。

## 自有產品

### 三竹股市
- 產品沿革
  - 2010年：股票行動看盤APP領先市場上線，iOS、Android雙平台上架。
  - 2012年：與國際知名廠商SAMSUNG、LG、VIZIO合作推出智慧電視看盤應用[28]。
  - 2014年：推出警示推播語音報價，32種警示條件設定推播[29]。
  - 2015年：推出分割視窗看盤模式，擁有24種視窗彈性配置[29]。
  - 2016年：推出自選股群組大字方格報價介面[29]。
  - 2017年：推出行動廣告功能，供給廣告宣傳版面；推出機器人選股功能，使用者可在同APP篩選適合股票。
  - 2018年：推出獨家專利「大字走勢」模式，可同時看到個股報價資訊與即時走勢圖[30]。
  - 2019年：新聞匯流中心與正聲廣播服務上線[31]。
  - 2020年：每月使用人數超越百萬人[32]。

- 支援系統平台
  - iOS
  - Android
  - Windows

### 三竹簡訊
- 產品沿革
  - 2001年：推出以銀行、券商、信用卡、企業專屬的行動簡訊發送平台。
  - 2002年：新增提供銀行卡友帳務，以多媒體簡訊通知取代紙本通知服務。
  - 2013年：簡訊成功發送量單月突破5000萬通。
  - 2016年：每月簡訊發送量突破上億大關[33]。
  - 2017年：與銀行業者推出公益簡訊活動[34]。
  - 2019年：簡訊成功發送量單月突破1.6億通。
  - 2020年：簡訊成功發送量單月突破1.85億通；單季突破4億通[35]。

- 發送方式
  - 人工程式發送
  - 人工網頁發送
  - 自動化API串接設定發送
  - 自動化簡訊閘道器發送

## 電信業加值服務合作
- 中華電信
- 遠傳電信

## 智慧電視看盤功能合作
- 智慧電視
  - SONY
  - Samsung
  - Panasonic
  - BENQ
  - HERAN
  - SAMPO

- 機上盒
  - 鴻海-Bandott
  - 喬帝科技-彩虹奇機

- 第四台業者
  - 中嘉系統
  - TBC台灣寬頻系統
  - 大大寬頻系統
  - 大豐有線電視
  - 寶福有線電視
  - 聯維有線電視
  - 天外天有線電視
  - 大台中有線電視
  - 世新有線電視
  - 國聲有線電視
  - 全國數位有線電視

## 企業即時通訊
- CoLine

## 外部連結
- 三竹資訊股份有限公司（繁體中文）
- 三竹簡訊（页面存档备份，存于）（繁體中文）
- 三竹股市Google Play（页面存档备份，存于）（繁體中文）